# 戴永革
戴永革，生于1968年，是人和商业集团执行董事和英国雷丁足球俱乐部的所有人。

## 生平
1991年，戴永革创立人和商业，当时名为哈尔滨人和公司，主营零售和房地产租赁业务。
2008年，戴永革带领人和商业在港股上市。此时正值次贷危机，人和通过降低发行价格成功上市。
2011年，戴永革将人和足球俱乐部迁往贵州，同时还获得茅台3年1.5亿元冠名赞助。
2014年，经济观察网报道人和商业自2012年起介入大连实德集团有限公司的债务重组，此时实德集团除了位于北京，哈尔滨等地的地块，还有华汇人寿、铁岭银行、大连银行等公司的股权。
2017年，戴永革收购雷丁俱乐部75%的股权。
2023年，雷丁足球俱乐部因拖欠员工薪水被英国足球联盟惩罚，作为球队老板的所有人的戴永革也被联盟警告。